# James D. Melville Jr.

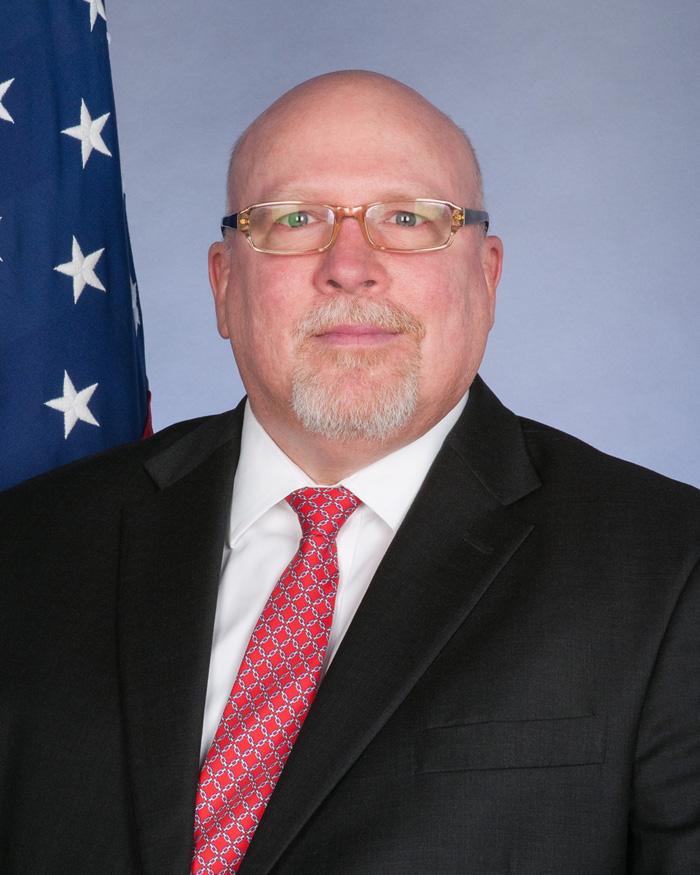
James D. Melville Jr. (2015)

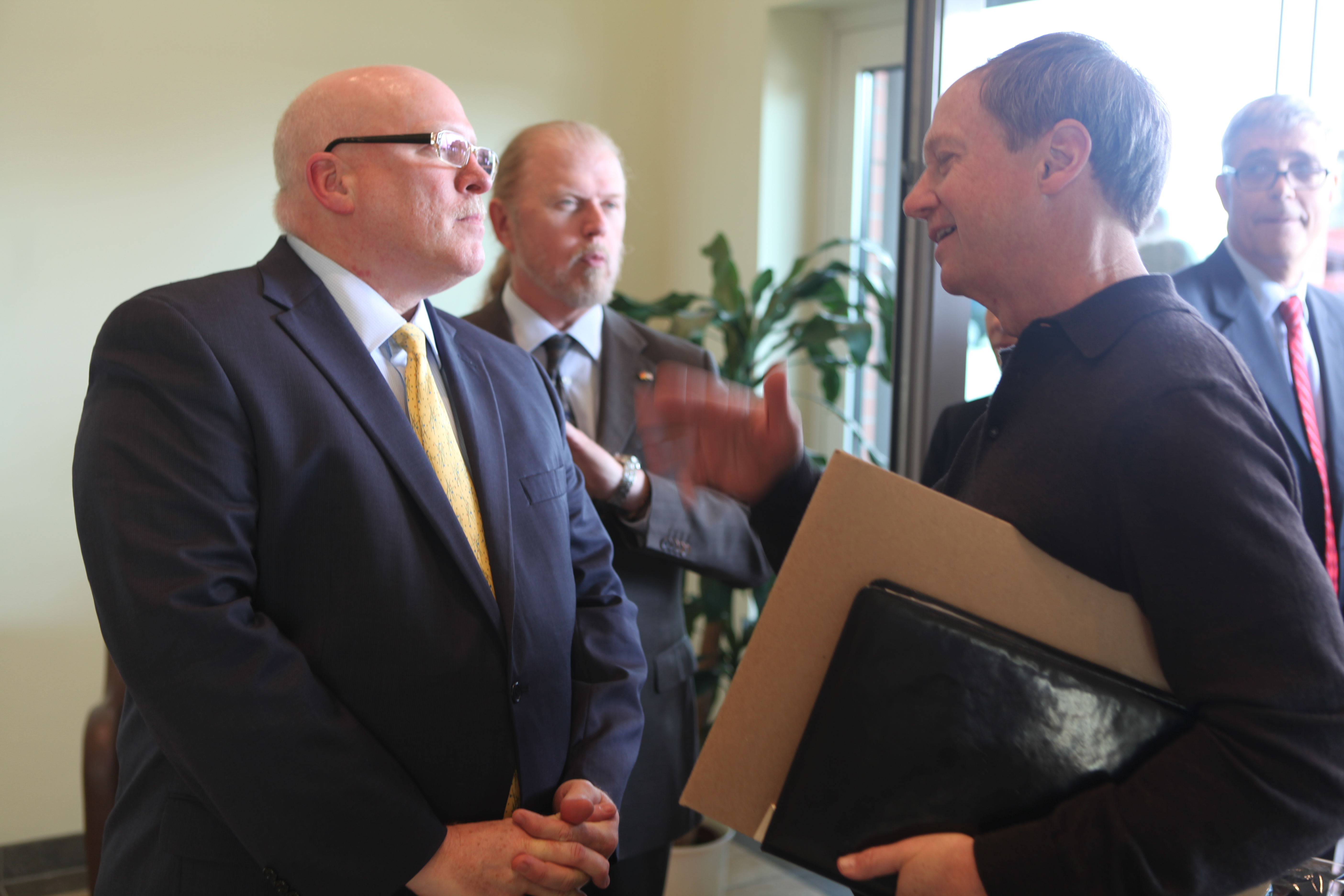
James D. Melville Jr. als Chargé d’affaires in Berlin, mit dem designierten Botschafter John B. Emerson (2013)

James Desmond Melville Junior, auch Jim Melville (* 1957) ist ein US-amerikanischer Diplomat. Von 2015 bis Mitte 2018 war er Botschafter der Vereinigten Staaten in Estland.

## Leben
James D. Melville stammt aus Bradley Beach, Monmouth County, New Jersey. Er studierte an der Boston University, wo er 1979 seinen Bachelor in Geschichte machte. Anschließend studierte er Rechtswissenschaften an der Rutgers University. Nach seinem Abschluss 1982 als JD wurde er als Rechtsanwalt in New Jersey und New York zugelassen.
Seit 1986 ist er im diplomatischen Dienst der Vereinigten Staaten tätig. Seine erste Stelle war von 1986 bis 1988 an der Botschaft der Vereinigten Staaten in der DDR. Er arbeitete in verschiedenen Abteilungen des Außenministeriums in Washington sowie in Auslandsverwendungen auf den Seychellen, in Sankt Petersburg, in der United States Mission bei der NATO und in Frankreich.
Von 2005 bis 2008 war er Gesandter an der US-Botschaft in Moskau und von 2008 bis 2010 in London. In beiden Botschaften fungierte er auch als Chargé d’affaires. Zwischen 2010 und 2012 leitete er die Abteilung des US-Außenministeriums für Europa, Eurasien und internationale Organisationen.
Von 2012 bis 2015 war er stellvertretender Leiter der Botschaft der Vereinigten Staaten in Berlin.
Präsident Barack Obama nominierte ihn am 7. Mai 2015 zum Botschafter in Estland, und am 5. August 2015 Jahres vom US-Senat bestätigt. Er wurde am 18. September vereidigt. In Tallinn angekommen, übergab er dem estnischen Präsidenten Toomas Hendrik Ilves am 8. Dezember 2015 sein Beglaubigungsschreiben.
Am 29. Juni 2018 gab er seinen Rücktritt mit Wirkung zum 29. Juli 2018 aus Ärger und Frustration über die Europa-Politik von Präsident Donald Trump bekannt.
Melville spricht neben Englisch auch Russisch, Deutsch und Französisch. Er ist verheiratet und Vater von zwei Söhnen.